# Середовая Речка
Середовая Речка (бел. Серадовая рэчка) — река в Брестском и Малоритском районах Брестской области Белоруссии, левый приток реки Спановка (бассейн Западного Буга).
Длина — 28 км. Площадь водосборного бассейна — 115 км². До 1968 года река впадала напрямую в Западный Буг, но после проведения мелиоративных работ и канализации русла стала впадать в правый приток Западного Буга, Спановку, протекающую севернее. Исток — в 1,5 км на восход от д. Хмелевка, устье — в 2 км на север от д. Знаменка. Пересекает биосферный резерват «Прибужское Полесье». Река в основном канализирована — на 11,6 км в нижнем течении и на 9 км в верхнем — от истока до пункта в 4 км к северо-западу от д. Отяты Малоритского района, между озером Белое и озером Рогознянское, от пункта в 1,2 км к юго-востоку от д. Збунин Брестского района до устья. Разрешена любительская рыбалка, река находится в фонде запаса рыболовных угодий.
Как и остальные правые притоки Западного Буга, Середовая Речка берёт начало из заторфованного озеровидного понижения. Протекая в низовьях параллельно Бугу, река наследует отрезки притеррасных староречий.